# 1711 Sandrine
1711 Sandrine è un asteroide della fascia principale. Scoperto nel 1935, presenta un'orbita caratterizzata da un semiasse maggiore pari a 3,0148221 UA e da un'eccentricità di 0,1117763, inclinata di 11,08125° rispetto all'eclittica.
L'asteroide è dedicato a una pronipote dell'astronomo belga Georges Roland.